# Aeroportul Bagdad
Aeroportul Bagdad (IATA: BGT, FAA LID: E51) este un aeroport din Arizona, Statele Unite ale Americii ce deservește zona Bagdad⁠(d). A fost numit după zona deservită.
Situat la o altitudine de 1.275 m, aeroportul dispune de 1 pistă.

## Infrastructură

### Piste
Aeroportul dispune de o singură pistă. Pista 5/23 are suprafața de asfalt și dimensiunile 4.552 picioare × 60 picioare. 